# Ángela Serafina Prat

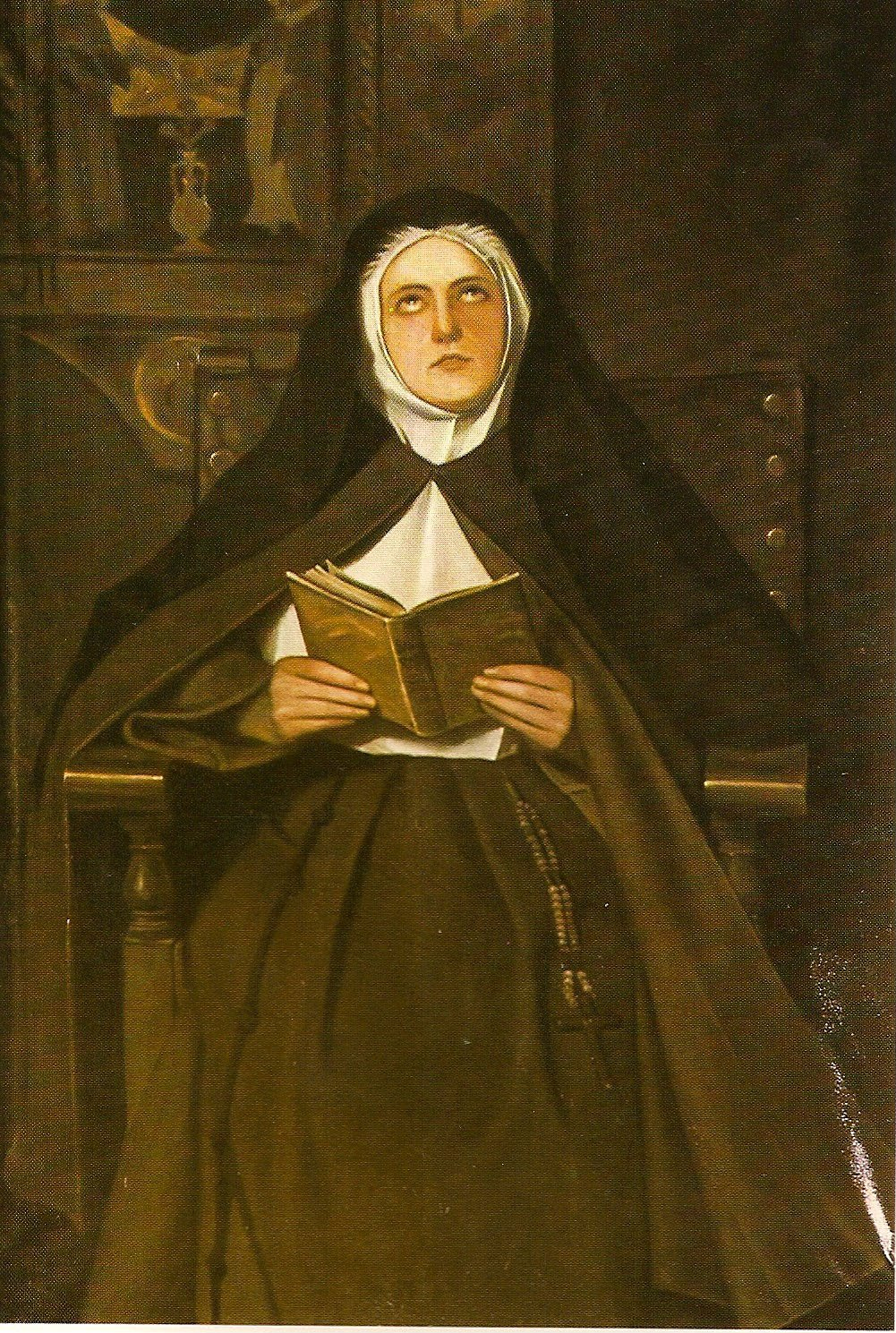
Cuadro de 1896, en la Galería de Manresanos Ilustres del Ayuntamiento de Manresa.

Ángela Margarita Prat, también conocida como Ángela Margarita Serafina o Ángela Serafina Prat (Manresa, 26 de octubre de 1543 - Barcelona, 24 de diciembre de 1608) religiosa, mística, fundadora del protomonasterio de Clarisas Capuchinas de Santa Margarita de Barcelona.

## Infancia
Nació en el seno de una familia humilde de Manresa, siendo la primogénita de seis hermanos. Sus padres Matías Prat y Coloma la bautizaron con el nombre de Ángela Margarita.
La muerte de la madre hacia 1557, el segundo matrimonio del padre con otra mujer llamada Eufrasina y los hijos nacidos de este matrimonio, obligó a los hermanos mayores a salir del ámbito familiar en busca de trabajo. Ángela Margarita acabó acogida en Barcelona en casa del comerciante Salvador Molins, que primero la tuvo como sirvienta, pero que al descubrir su habilidad y destrezas, especialmente con la cadenilla de oro, pasó a encargarle también oficios en el comercio.

## Matrimonio
Aunque pronto se inició en Ángela Margarita la vocación a la vida consagrada, los esposos Molins se opusieron decididamente y, de común acuerdo con el padre y la madrastra, la prometieron en matrimonio con Francisco Serafí, sastre de Barcelona. La boda se celebró el 15 de mayo de 1575. A partir de entonces se la conocerá con el nombre de Ángela Serafina, según la costumbre catalana de la época de cambiar el apellido de la mujer por el del marido.
La vida matrimonial se convirtió en un tormento. Francisco Serafí era jugador y mujeriego, lo que hundió en la miseria al joven matrimonio. Además Ángela tuvo que sufrir el maltrato físico y psicológico.
En 1576 tuvieron dos gemelos, Pedro y Bárbara, falleciendo el varón a los dos meses. Tras una grave enfermedad, en 1580, con deseos de cambiar de vida y de alejarse de los acreedores, Serafí trasladó el núcleo familiar a Villafranca del Panadés. Allí nacería Ángela, la tercera hija, en 1581, que sobrevivió cerca de dos años.
En Villafranca del Panadés Serafí continuó con su mala vida, y a los 10 meses tuvieron que trasladarse de nuevo. Pasaron a Barcelona y después a Manresa, donde el 15 de septiembre de 1582 acabaría muriendo.

## Viudez
Ángela Serafina quedó viuda, con una hija pequeña al cuidado y sin recursos económicos. Sin embargo, sin Serafí, pudo dedicarse a sus ideales religiosos más tranquilamente, además de trabajar para sobrevivir, lo que dada su destreza no le fue difícil.
Así empezó a visitar iglesias, especialmente la de los capuchinos; dedicar largos tiempos a la oración; visitar enfermos y pobres; y acabó organizando una obra de educación con un pequeño grupo de jóvenes.
Las intensas jornadas de oración comenzaron a manifestar fenómenos místicos, especialmente éxtasis, que acabaron cobrando notoriedad entre la población. Fue denunciada como farsante a la Inquisición, que le abrió proceso, aunque en medio del interrogatorio cayó en éxtasis y acabó siendo absuelta.
Su interés por la Orden capuchina creció. Consiguió del Padre Provincial que se le impusiera el hábito de la Orden en 1586. La noticia de la existencia de la rama femenina de capuchinas le hizo concebir la idea de fundar un monasterio.

## Hacia la fundación
Para preparar la fundación lo primero que hizo fue aprender a leer y escribir. Se trasladó a Barcelona y fundó una pequeña casa donde educar jóvenes, de donde saldrían las primeras integrantes para la fundación, entre ellas su confidente Isabel Astorch.
Su hija Bárbara se hizo religiosa en el convento de Santa Isabel en 1591. Ángela Serafina, dando un paso más, ingresó en la Tercera orden de San Francisco, profesando el 26 de diciembre de 1593.
Aprovechando el paso de Felipe III por Barcelona tras contraer matrimonio en Valencia con Margarita de Austria-Estiria, Ángela Serafina logró hablar con Magdalena de San Jerónimo, dama de corte piadosa que había querido conocerla. Esta se encargó de hacer interesarse a algunos nobles y a los reyes en la fundación. Los reyes mismos pedirían conocer a Ángela Serafina.
El 28 de mayo de 1599, el nuncio Camilo Gaetani autorizó la fundación. El 6 de julio se inauguraba el nuevo monasterio cuyo titular fue Santa Margarita, en acción de gracias a la reina Margarita de Austria-Estiria.
A partir de aquí tendrá que enfrentarse con numerosos problemas canónicos y de gobierno, cambios de jurisdicción, y otras vicisitudes legales que concluyeron el 7 de abril de 1602 cuando Ángela Serafina emitió la profesión según la forma de las clarisas capuchinas, y fue investida por el obispo como abadesa del monasterio.
El siguiente escollo que tuvo que superar son las Constituciones, que son los estatutos por los que se rige la fundación además de la Regla de Santa Clara. El texto que propusieron fue una adaptación de las Constituciones de Santa Colette de Corbie.

## Últimos años
Ángela Serafina ejerció el cargo de abadesa hasta su muerte. La fundación admitía cada vez a más jóvenes, creciendo en número y teniendo que agrandar el monasterio. Para ello la comunidad se trasladó a un convento abandonado de agustinas mientras se realizaban las obras. Entre las novicias se encontraba la Beata María Ángela Astorch.
La afluencia de jóvenes posibilitó también la expansión de la Orden en España, fundando monasterios filiales en Manresa y Gerona, y proyectando las fundaciones de Valencia y Zaragoza.
Para evitar todo posible malentendido o disputa canónica al morir, logró conseguir el 21 de diciembre de 1604 un breve del papa Clemente VIII donde confirmaba que el monasterio pertencecía a la Orden de Clarisas Capuchinas. No quedando contenta con este documento, envió a su confesor Martín García a Roma, que consiguió otro de Paulo V donde expresamente el papa "sanaba" los defectos canónicos que hubiera habido en la fundación.

## Muerte y fama de santidad
Ángela Serafina murió el 24 de diciembre de 1608. La gente que la tenía por santa acudió en masa a su funeral, lo que hizo que se retrasara tres días por el continuo desfile de personal. Al pasar el primer año el cadáver fue desenterrado para un reconocimiento, comprobándose entonces que permanecía incorrupto. En 1615 el obispo Luis Sans Códol mandó construir un sepulcro labrado en agradecimiento a un milagro por el que había sanado y que atribuía a la Madre Serafina. Este sepulcro y los restos de Ángela Serafina, junto con los de Isabel Astorch, su confidente, que murió también con fama de santidad, y el archivo conventual, fueron pasto de las llamas durante la Semana trágida en 1909.
Los intentos de iniciar el proceso de beatificación fueron frenados por el decreto de Urbano VIII en 1625 por el que se prohibía iniciar cualquier causa antes de los 50 años desde el fallecimiento del Siervo de Dios. Hubo por tanto que esperar hasta 1659 para iniciar el proceso informativo diocesano. La lentitud por la cantidad de material y la Guerra de Sucesión detuvieron los trabajos.
En 1900 se redescubrieron las actas en el archivo episcopal, y en 1910 se inició el proceso diocesano que concluyó en 1902. La traducción de tantos materiales al italiano supuso otra detención del proceso, que no se presentó en Roma hasta 1933. Actualmente la causa está archivada.